# Sportgemeinschaft Dynamo Dresden 2016-2017
Questa pagina raccoglie i dati riguardanti la Sportgemeinschaft Dynamo Dresden nelle competizioni ufficiali della stagione 2016-2017.

## Stagione
Nella stagione 2016-2017 la Dinamo Dresda, allenata da Uwe Neuhaus, concluse il campionato di 2. Bundesliga al 5º posto. In coppa di Germania la Dinamo Dresda fu eliminata al secondo turno dall'Arminia Bielefeld.

## Rosa
| N. |                      | Ruolo | Calciatore              |
| -- | -------------------- | ----- | ----------------------- |
| 1  | Germania (bandiera)  | P     | Markus Schubert         |
| 2  | Germania (bandiera)  | D     | Akaki Gogia             |
| 3  | Germania (bandiera)  | D     | Marc Wachs              |
| 4  | Argentina (bandiera) | D     | Giuliano Modica         |
| 5  | Germania (bandiera)  | C     | Manuel Konrad           |
| 6  | Germania (bandiera)  | C     | Marco Hartmann          |
| 7  | Germania (bandiera)  | D     | Niklas Kreuzer          |
| 8  | Germania (bandiera)  | D     | Nils Teixeira           |
| 10 | Germania (bandiera)  | C     | Marvin Stefaniak        |
| 11 | Siria (bandiera)     | C     | Aias Aosman             |
| 14 | Francia (bandiera)   | P     | Jean-François Kornetzky |
| 16 | Germania (bandiera)  | D     | Philip Heise            |
| 17 | Germania (bandiera)  | C     | Andreas Lambertz        |
| 18 | Germania (bandiera)  | D     | Jannik Müller           |

| N. |                     | Ruolo | Calciatore         |
| -- | ------------------- | ----- | ------------------ |
| 20 | Germania (bandiera) | D     | Fabian Müller      |
| 21 | Germania (bandiera) | D     | Hendrik Starostzik |
| 23 | Germania (bandiera) | D     | Florian Ballas     |
| 24 | Germania (bandiera) | P     | Patrick Wiegers    |
| 25 | Germania (bandiera) | P     | Marvin Schwäbe     |
| 28 | Germania (bandiera) | D     | Niklas Landgraf    |
| 29 | Germania (bandiera) | C     | Robin Fluß         |
| 30 | Germania (bandiera) | A     | Stefan Kutschke    |
| 31 | Germania (bandiera) | A     | Marcos Álvarez     |
| 33 | Germania (bandiera) | C     | Marcel Hilßner     |
| 36 | Germania (bandiera) | C     | Niklas Hauptmann   |
| 37 | Germania (bandiera) | A     | Pascal Testroet    |
| 40 | Germania (bandiera) | C     | Erich Berko        |

## Organigramma societario
Area tecnica
- Allenatore: Uwe Neuhaus
- Allenatore in seconda: Matthias Lust, Peter Németh
- Preparatore dei portieri: Brano Arsenovic
- Preparatori atletici: Jacob Wolf

## Risultati

### 2. Bundesliga

#### Girone di andata
| Arbitro: | Welz |

|              |           |                        |
| Testroet 90’ | Marcatori | 45’ (rig.) Burgstaller |

| Arbitro: | Stark |

|                 |           |                        |
| Quaner 58’, 66’ | Marcatori | 8’ Aosman 69’ Lambertz |

| Arbitro: | Gräfe |

|             |           |  |
| Lambertz 7’ | Marcatori |  |

| Arbitro: | Storks |

|  |           |                          |
|  | Marcatori | 18’ Stefaniak 57’ Ballas |

| Arbitro: | Stegemann |

|  |           |                                        |
|  | Marcatori | 32’ Kaufmann 53’ Skarlatidis 54’ Köpke |

| Arbitro: | Schröder |

|                         |           |  |
| Zoua 16’, 56’ Osawe 51’ | Marcatori |  |

| Arbitro: | Ittrich |

|                       |           |                        |
| Hartmann 2’ Gogia 58’ | Marcatori | 50’ Müller 72’ Schröck |

| Arbitro: | Perl |

|                      |           |  |
| Wooten 8’ Kister 15’ | Marcatori |  |

| Arbitro: | Cortus |

|                                                       |           |  |
| Kutschke 38’ Lambertz 42’ Gogia 44’, 74’ Testroet 77’ | Marcatori |  |

| Heidenheim an der Brenz 22 ottobre 2016, ore 13:00 CEST 10ª giornata | Heidenheim | 0 – 0 referto | Dinamo Dresda | Voith-Arena (13 200 spett.)\| Arbitro: \| Aytekin \| |
| Arbitro:                                                             | Aytekin    |               |               |                                                      |

| Arbitro: | Siebert |

|                        |           |                           |
| Kutschke 69’, 74’, 81’ | Marcatori | 10’ Hernández 52’ Kumbela |

| Arbitro: | Schröder |

|  |           |                             |
|  | Marcatori | 1’ Hauptmann 26’, 50’ Gogia |

| Arbitro: | Petersen |

|                |           |            |
| Gogia 20’, 86’ | Marcatori | 90’ Dursun |

| Arbitro: | Stegemann |

|                         |           |                     |
| Aosman 32’ Kutschke 40’ | Marcatori | 15’ Wurtz 85’ Mlapa |

| Arbitro: | Storks |

|             |           |  |
| Ayçiçek 89’ | Marcatori |  |

| Dresda 9 dicembre 2016, ore 18:30 CET 16ª giornata | Dinamo Dresda | 0 – 0 referto | Karlsruhe | DDV-Stadion (27 612 spett.)\| Arbitro: \| Günsch \| |
| Arbitro:                                           | Günsch        |               |           |                                                     |

| Arbitro: | Jöllenbeck |

|          |           |                           |
| Klos 55’ | Marcatori | 14’ Kutschke 81’ Testroet |

#### Girone di ritorno
| Arbitro: | Heft |

|          |           |                     |
| Mühl 71’ | Marcatori | 31’ Heise 46’ Berko |

| Dresda 5 febbraio 2017, ore 13:30 CET 19ª giornata | Dinamo Dresda | 0 – 0 referto | Union Berlino | DDV-Stadion (30 153 spett.)\| Arbitro: \| Brand \| |
| Arbitro:                                           | Brand         |               |               |                                                    |

| Arbitro: | Aytekin |

|                    |           |  |
| Choi 28’ Şahin 59’ | Marcatori |  |

| Arbitro: | Badstübner |

|              |           |                        |
| Kutschke 78’ | Marcatori | 64’ Harnik 80’ Karaman |

| Arbitro: | Gräfe |

|                    |           |                                          |
| Nazarov 60’ (rig.) | Marcatori | 16’ Müller 21’ Kreuzer 39’, 45’ Kutschke |

| Arbitro: | Hartmann |

|                                     |           |                                |
| Konrad 32’ Kutschke 45’ (rig.), 77’ | Marcatori | 19’, 27’ Glatzel 87’ Przybyłko |

| Arbitro: | Thomsen |

|  |           |                        |
|  | Marcatori | 47’ Aosman 77’ Kreuzer |

| Arbitro: | Dankert |

|                     |           |  |
| Berko 28’ Heise 79’ | Marcatori |  |

| Arbitro: | Perl |

|                                   |           |                              |
| Terodde 29’, 90’ (rig.) Insúa 75’ | Marcatori | 4’, 22’, 26’ (rig.) Kutschke |

| Arbitro: | Dietz |

|                        |           |               |
| Berko 75’ Kutschke 86’ | Marcatori | 49’ Griesbeck |

| Arbitro: | Siebert |

|             |           |  |
| Reichel 90’ | Marcatori |  |

| Arbitro: | Günsch |

|              |           |             |
| Kutschke 77’ | Marcatori | 17’ Gartner |

| Arbitro: | Heft |

|                   |           |  |
| Aosman 74’ (aut.) | Marcatori |  |

| Arbitro: | Koslowski |

|                                                    |           |                        |
| Eisfeld 50’ Stiepermann 51’ Losilla 70’ Sağlam 88’ | Marcatori | 7’ Hauptmann 25’ Gogia |

| Arbitro: | Schröder |

|              |           |                         |
| Hartmann 89’ | Marcatori | 43’ Gytkjær 46’ Ayçiçek |

| Arbitro: | Dietz |

|                                 |           |                                       |
| Zawada 7’, 89’ Krebs 90’ (rig.) | Marcatori | 12’, 80’ Müller 34’ (rig.), 37’ Gogia |

| Arbitro: | Dingert |

|            |           |            |
| Müller 62’ | Marcatori | 84’ Börner |

### Coppa di Germania
| Arbitro: | Brych |

|                                          |                      |                                          |
| Kutschke 47’ (rig.), 78’                 | Marcatori            | 15’ Sabitzer 45’ (rig.) Kaiser           |
| Testroet Stefaniak Teixeira Gogia Aosman | Tiri di rigore 5 – 4 | Kalmár Orban Ilsanker Kaiser Halstenberg |

| Arbitro: | Kampka |

|  |           |             |
|  | Marcatori | 66’ Hemlein |

## Statistiche

### Statistiche di squadra
| Competizione      | Punti | In casa | In casa | In casa | In casa | In casa | In casa | In trasferta | In trasferta | In trasferta | In trasferta | In trasferta | In trasferta | Totale | Totale | Totale | Totale | Totale | Totale | DR |
| Competizione      | Punti | G       | V       | N       | P       | Gf      | Gs      | G            | V            | N            | P            | Gf           | Gs           | G      | V      | N      | P      | Gf     | Gs     | DR |
| ----------------- | ----- | ------- | ------- | ------- | ------- | ------- | ------- | ------------ | ------------ | ------------ | ------------ | ------------ | ------------ | ------ | ------ | ------ | ------ | ------ | ------ | -- |
| 2. Bundesliga     | 50    | 17      | 6       | 8       | 3       | 27      | 21      | 17           | 7            | 3            | 7            | 26           | 25           | 34     | 13     | 11     | 10     | 53     | 46     | +7 |
| Coppa di Germania | -     | 2       | 0       | 1       | 1       | 2       | 3       | 0            | 0            | 0            | 0            | 0            | 0            | 2      | 0      | 1      | 1      | 2      | 3      | -1 |
| Totale            | -     | 19      | 6       | 9       | 4       | 29      | 24      | 17           | 7            | 3            | 7            | 26           | 25           | 36     | 13     | 12     | 11     | 55     | 49     | +6 |

### Andamento in campionato
| Giornata  | 1 | 2  | 3 | 4 | 5 | 6  | 7  | 8  | 9 | 10 | 11 | 12 | 13 | 14 | 15 | 16 | 17 | 18 | 19 | 20 | 21 | 22 | 23 | 24 | 25 | 26 | 27 | 28 | 29 | 30 | 31 | 32 | 33 | 34 |
| --------- | - | -- | - | - | - | -- | -- | -- | - | -- | -- | -- | -- | -- | -- | -- | -- | -- | -- | -- | -- | -- | -- | -- | -- | -- | -- | -- | -- | -- | -- | -- | -- | -- |
| Luogo     | C | T  | C | T | C | T  | C  | T  | C | T  | C  | T  | C  | C  | T  | C  | T  | T  | C  | T  | C  | T  | C  | T  | C  | T  | C  | T  | C  | T  | T  | C  | T  | C  |
| Risultato | N | N  | V | V | P | P  | N  | P  | V | N  | V  | V  | V  | N  | P  | N  | V  | V  | N  | P  | P  | V  | N  | V  | V  | N  | V  | P  | N  | P  | P  | P  | V  | N  |
| Posizione | 9 | 10 | 5 | 2 | 8 | 11 | 10 | 11 | 9 | 10 | 8  | 8  | 6  | 7  | 7  | 6  | 7  | 5  | 5  | 6  | 6  | 5  | 5  | 5  | 5  | 5  | 5  | 5  | 5  | 5  | 5  | 5  | 5  | 5  |

Legenda:

Luogo: C = Casa; T = Trasferta. Risultato: V = Vittoria; N = Pareggio; P = Sconfitta.

### Statistiche dei giocatori
| Giocatore     | 2. Bundesliga | 2. Bundesliga | 2. Bundesliga | 2. Bundesliga | Coppa di Germania | Coppa di Germania | Coppa di Germania | Coppa di Germania | Totale   | Totale | Totale      | Totale     |
| Giocatore     | Presenze      | Reti          | Ammonizioni   | Espulsioni    | Presenze          | Reti              | Ammonizioni       | Espulsioni        | Presenze | Reti   | Ammonizioni | Espulsioni |
| ------------- | ------------- | ------------- | ------------- | ------------- | ----------------- | ----------------- | ----------------- | ----------------- | -------- | ------ | ----------- | ---------- |
| J. Kornetzky  | -             | -             | -             | -             | -                 | -                 | -                 | -                 | -        | -      | -           | -          |
| M. Schubert   | -             | -             | -             | -             | -                 | -                 | -                 | -                 | -        | -      | -           | -          |
| M. Schwäbe    | 33            | 0             | 1             | 0             | 2                 | 0                 | 0                 | 0                 | 35       | 0      | 1           | 0          |
| P. Wiegers    | 1             | 0             | 0             | 0             | -                 | -                 | -                 | -                 | 1        | 0      | 0           | 0          |
| N. Awassi     | -             | -             | -             | -             | -                 | -                 | -                 | -                 | -        | -      | -           | -          |
| F. Ballas     | 27            | 1             | 1             | 0             | 2                 | 0                 | 0                 | 0                 | 29       | 1      | 1           | 0          |
| P. Heise      | 17            | 2             | 3             | 0             | -                 | -                 | -                 | -                 | 17       | 2      | 3           | 0          |
| N. Kreuzer    | 27            | 2             | 5             | 0             | 2                 | 0                 | 0                 | 0                 | 29       | 2      | 5           | 0          |
| N. Landgraf   | 1             | 0             | 1             | 0             | -                 | -                 | -                 | -                 | 1        | 0      | 1           | 0          |
| G. Modica     | 18            | 0             | 2             | 0             | 1                 | 0                 | 0                 | 0                 | 19       | 0      | 2           | 0          |
| F. Müller     | 24            | 0             | 3             | 0             | 1                 | 0                 | 0                 | 0                 | 25       | 0      | 3           | 0          |
| J. Müller     | 27            | 4             | 5             | 0             | 1                 | 0                 | 0                 | 0                 | 28       | 4      | 5           | 0          |
| H. Starostzik | 4             | 0             | 0             | 0             | 1                 | 0                 | 0                 | 0                 | 5        | 0      | 0           | 0          |
| N. Teixeira   | 17            | 0             | 2             | 0             | 2                 | 0                 | 1                 | 0                 | 19       | 0      | 3           | 0          |
| M. Wachs      | -             | -             | -             | -             | -                 | -                 | -                 | -                 | -        | -      | -           | -          |
| A. Aosman     | 30            | 3             | 6             | 0             | 2                 | 0                 | 1                 | 0                 | 32       | 3      | 7           | 0          |
| R. Fluß       | -             | -             | -             | -             | -                 | -                 | -                 | -                 | -        | -      | -           | -          |
| A. Gogia      | 22            | 10            | 5             | 0             | 2                 | 0                 | 0                 | 0                 | 24       | 10     | 5           | 0          |
| M. Hartmann   | 28            | 2             | 7             | 0             | 2                 | 0                 | 1                 | 0                 | 30       | 2      | 8           | 0          |
| N. Hauptmann  | 29            | 2             | 3             | 0             | 1                 | 0                 | 0                 | 0                 | 30       | 2      | 3           | 0          |
| M. Hilßner    | 8             | 0             | 0             | 0             | -                 | -                 | -                 | -                 | 8        | 0      | 0           | 0          |
| M. Konrad     | 15            | 1             | 3             | 0             | 1                 | 0                 | 0                 | 0                 | 16       | 1      | 3           | 0          |
| A. Lambertz   | 28            | 3             | 3             | 0             | -                 | -                 | -                 | -                 | 28       | 3      | 3           | 0          |
| M. Stefaniak  | 26            | 1             | 6             | 0             | 2                 | 0                 | 0                 | 0                 | 28       | 1      | 6           | 0          |
| M. Álvarez    | 5             | 0             | 0             | 0             | -                 | -                 | -                 | -                 | 5        | 0      | 0           | 0          |
| E. Berko      | 29            | 3             | 4             | 0             | 1                 | 0                 | 0                 | 0                 | 30       | 3      | 4           | 0          |
| S. Kutschke   | 32            | 16            | 5             | 0             | 2                 | 2                 | 1                 | 0                 | 34       | 18     | 6           | 0          |
| P. Testroet   | 23            | 3             | 0             | 0             | 2                 | 0                 | 0                 | 0                 | 25       | 3      | 0           | 0          |
| T. Väyrynen   | 1             | 0             | 0             | 0             | -                 | -                 | -                 | -                 | 1        | 0      | 0           | 0          |